# Jonathan Ive

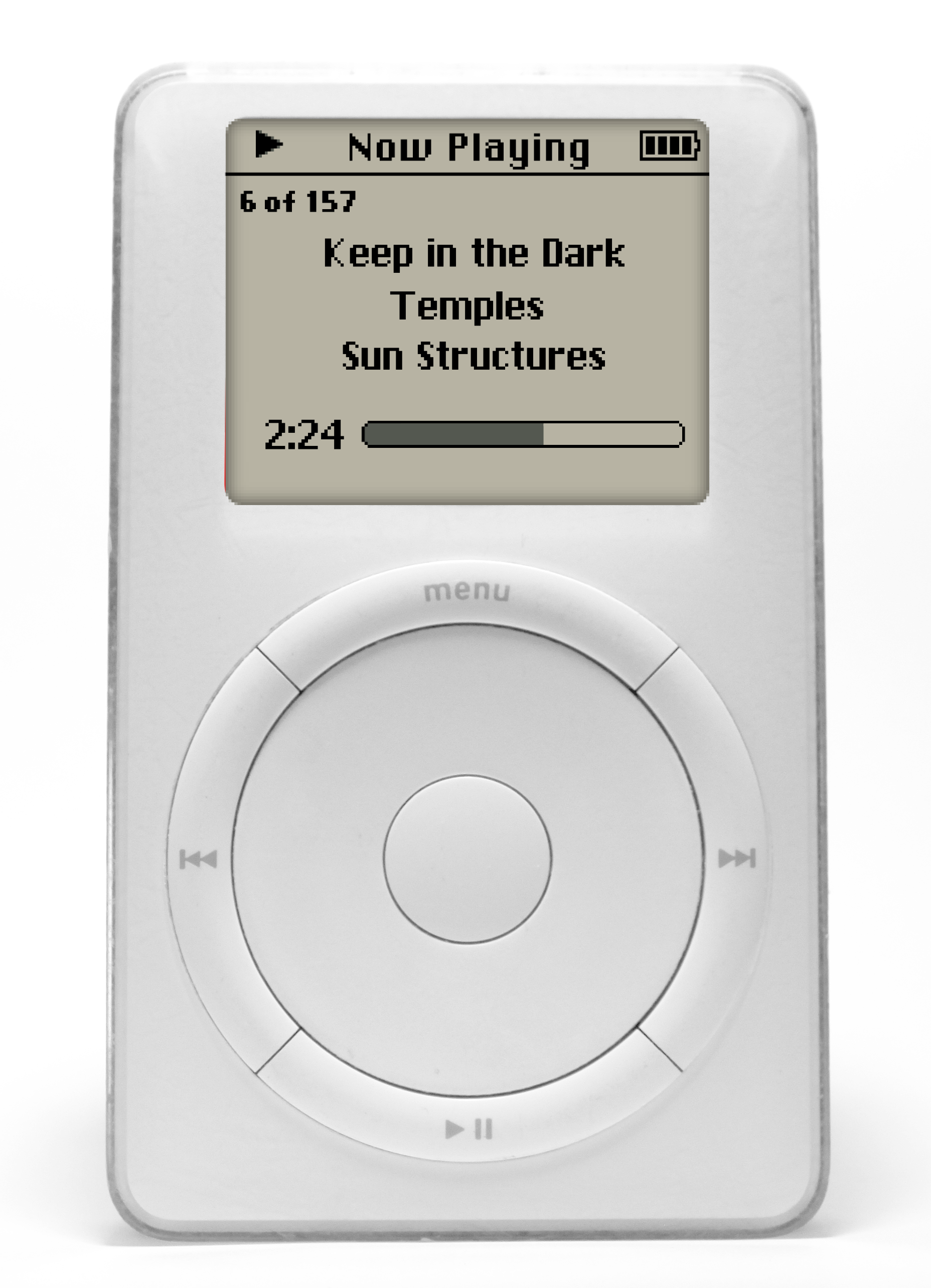
Az első generációs iPod, melyet Jonathan Ive tervezett, megváltoztatta a zenehallgatás világát.

Sir Jonathan Paul Ive (London, 1967. február 27. –), a közéletben csak Jony Ive-ként ismert brit formatervező, az Apple volt vezető formatervezője.

## Szakmai élete, ismertetői
Jony 1992 szeptemberében fogadta el az Apple által felkínált teljes munkaidős állást.
Az irányítása alatt működő formatervező műhelyből került ki a Apple Newton MessagePad 110 (1994), az iMac (1998), Apple Cinema Display (1999), Power Mac G4 Cube (2000), iPod (2001), Titánium PowerBook (2002), iMac (2002), Mac mini (2005), iMac (2005), iPod nano (2005), és MacBook (2006).
2012-ben átszervezik az Apple belső munkáját. Jony Ive lett a felhasználói felületek (Human Interface) területért felelős vezető. Neki köszönhetjük a macOS és az iOS megújuló felületeit. Egyes vélemények szerint a dizájn és funkcionalitás közül gyakran a dizájn győzelmeskedik.
Az Apple 2019 júniusában bejelentette, hogy a saját vállalkozás indítását tervező Ive távozik a cégtől.

## Jonathan Ive idézetek
- „Egy tárgy a technológia és az ember találkozásában létezik.“[35]
- „Másnak lenni nagyon könnyű, de jobbnak lenni nagyon nehéz.“[35]

## Díjak
Az iMac G3 sikeres formaterve mögött is Jonathan Ive állt.